# Crotalaria paniculata
Crotalaria paniculata är en ärtväxtart som beskrevs av Carl Ludwig von Willdenow. Crotalaria paniculata ingår i släktet sunnhampor, och familjen ärtväxter. IUCN kategoriserar arten globalt som livskraftig.

## Underarter
Arten delas in i följande underarter:
- C. p. nagarjunakondensis
- C. p. paniculata